# Molten
 (транслит.) је јапанско предузеће за производњу спортске опреме.